# بطانة الحبل
بطانة الحبل، أو أنسجة الحبل السري، أو غشاء بطانة الحبل السري، هي الطبقة الخارجية من الحبل السري. نظرًا لأن الحبل السري نفسه هو امتداد للمشيمة، فإن غشاء بطانة الحبل السري هو امتداد للغشاء الأمنيوسي الذي يغطي المشيمة. يتكون غشاء بطانة الحبل السري من طبقتين: الطبقة التي تحيط بالجنين (أو الظهارية) وطبقة تحت السلى (أو اللحمة المتوسطة). يعد غشاء بطانة الحبل السري مصدرًا غنيًا لسلالتين من الخلايا الجذعية: الخلايا الجذعية الظهارية (من الطبقة الأمنيوسية) والخلايا الجذعية الوسيطة (من الطبقة تحت السلى). اكتشفت مؤسسة أبحاث الخلية التي تتخذ من سنغافورة مقراً لها في عام 2004 ، المصدر الأفضل لحصاد الخلايا الجذعية البشرية.

## مقطع عرضي للحبل السري

### مصدر الخلايا الجذعية اللحمية

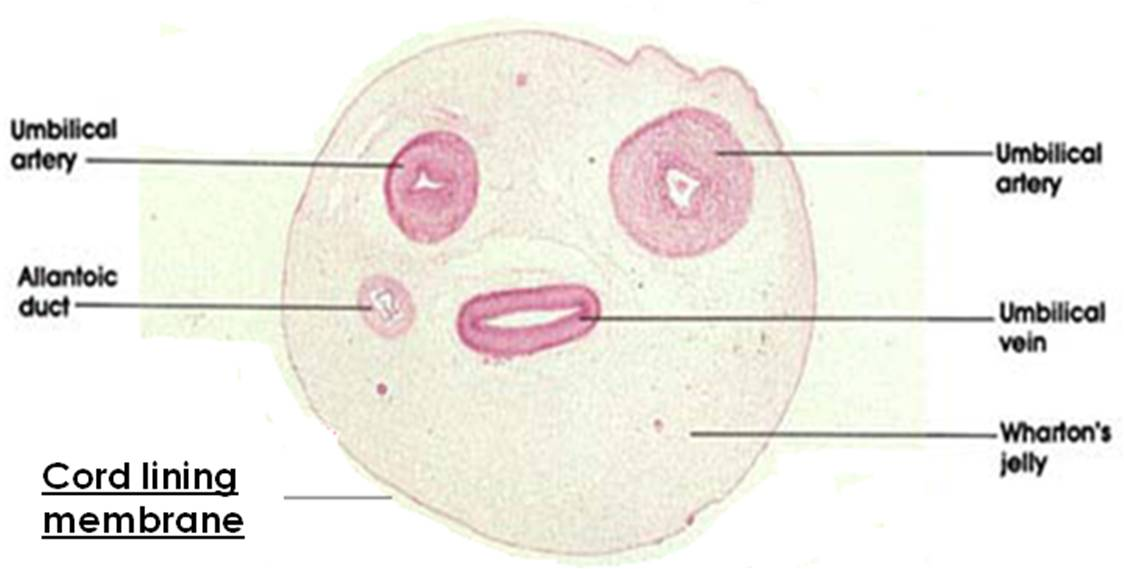
مقطع عرضي نسيجي للحبل السري يظهر غشاء بطانة الحبل السري

منطقة تحت السلى من بطانة الحبل السري هي مصدرًا للخلايا الجذعية الوسيطة. تعبر هذه الخلايا عن علامات محددة للخلايا الجذعية الوسيطة مثل مجموعة التمايز 73 وإندوجلين وكذلك عامل النسخ المرتبط بالأوكتامر 4 ونانوج. علاوة على ذلك، يمكن أيضًا تمييز الخلايا الجذعية الوسيطة في المختبر بتصنيفها إلى سلالات عظمية المنشأ وغضروفية وشحمية. يمكن توسيع الخلايا الجذعية الوسيطة من المنطقة الظهارية الفرعية لبطانة الحبل في المختبر لأكثر من 30 مقطعًا أو 90 تضاعفًا سكانيًا دون فقدان القدرة على تمايز متعدد السلالات أو الدخول في شيخوخة.
تم الإبلاغ عن أن الخلايا الجذعية الوسيطة المعزولة من غشاء بطانة الحبل بتمتعها بامتياز مناعي. بالمقارنة مع الخلايا الجذعية الوسيطة المأخوذة من نخاع العظام، أظهرت بطانة الحبل الخلايا الجذعية الوسيطة قمعًا مناعيًا أكثر فاعلية على الأرجح بسبب انخفاض التعبير عن مستضد الكريات البيض البشرية الصنف الاول على أسطحها وأيضًا تعبير أعلى عن السيتوكينات المثبطين للمناعة. بالمقارنة مع الخلايا الجذعية الوسيطة المأخوذة من دم الحبل السري والمشيمة وهلام وارتون، أظهرت بطانة الحبل السري أعلى إمكانات انتشار وهجرة. علاوة على ذلك، أظهروا مستويات أقل من مستضد الكريات البيض البشرية من الصنف الأول والثاني، مما ساهم في انخفاض مناعتها.

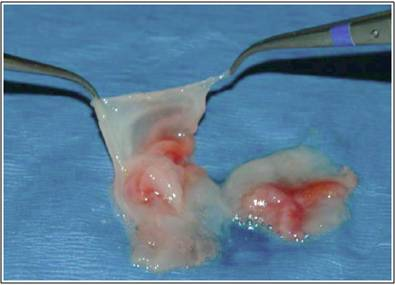
تشريح الحبل السري لإظهار غشاء بطانة الحبل (مرفوع بالملقط). تم تشريح أوعية الحبل السري وجيلي وارتون مجانًا.

كشفت الدراسات قبل السريرية التي أجريت على بطانة الحبل السري عن إمكانيتها في إصلاح تلف عضلة القلب بسبب نقص التروية. وأظهرت دراسة أجريت على نموذج الفئران تحسنًا في وظائف القلب وتقليل تلف عضلة القلب عندما تم إدخال الخلايا الجذعية الوسيطة المبطنة للحبل مع حامل هلام الفيبرين وطُعم وعائي إلى منطقة نقص تروية القلب. و كشفت دراسة مماثلة جمعت بين بطانة الحبل السري والخلايا البطانية الحاملة داخل مصفوفة الفيبرين في الجسم الحي عن تحسن في وظائف القلب، وتقليل تكوين أنسجة الندبات وتحسين الأوعية الدموية.

## مصدر للخلايا الجذعية الظهارية
تبين أن الطبقة التي تحيط بالجنين من بطانة الحبل السري تحتوي على عدد كبير من الخلايا الجذعية الظهارية. أظهرت بطانة حبل الخلايا الجذعية الظهارية علامات كلاسيكية للخلايا الجذعية متعددة القدرات مثل مستضد جنيني خاص بالمرحلة -4 وعامل النسخ المرتبط بالأوكتامر 4 و بروتين المنطقة Y المُحددة للجنس2 و نانوج. كما أنها تعبرعن بروتين الورم 63، وهو علامة محددة للخلايا السلفية الظهارية. أدى الاستنبات العضوي في المختبر لبطانة الحبل السري باستخدام طريقة واجهة الهواء السائل إلى تكوين ظهارة طبقية مع التعبير عن أشكال مختلفة من السيتوكيراتين. علاوة على ذلك، نظرًا لتشابههما من حيث التعبير المظهري للكيراتين مقارنة بالخلايا الكيراتينية للبشرة البشرية الطبيعية، فإن بطانة الحبل السري يمكن أن تكون مصدرًا بديلًا للخلايا لإصلاح الجلد وتجديده.
أظهرت الدراسات التي أجريت على الحيوانات على بطانة الحبل السري أن التعديلات الجينية باستخدام جين برونسولين سمحت للخلايا الجذعية المزروعة بخفض مستويات الجلوكوز في الدم في الحيوانات المصابة بداء السكري. تعبر هذه الخلايا أيضًا عن مضاد الكريات البيضاء البشرية في شكل غشاء قابل للذوبان، مما يساعد في سلوكها المثبط للمناعة. أشارت الدراسات في المختبر أيضًا إلى أن بطانة الحبل السري يمكن تمييزها كيميائيًا حيويًا لتصبح خلايا شبيهة بخلايا الكبد كما يتضح من التعبيرعن علامات خاصة بالكبد مثل البروتين الجنيني والزلال والخلية الخلوية الخاصة بالخلية الكبدية.
تُظهر بطانة الحبل الخلايا الجذعية الظهارية أوجه تشابه مع الخلايا الجذعية الحوفية من حيث التعبير عن مجموعة فرعية من شريط ربط ادينوسين ثلاثي الفوسفات و شعر ومحسن من التقصف -1 و مجموعة بولي كومب بروتين الإصبع 4 بالإضافة إلى بروتين الورم 63. عند زرعها في عيون أرنب ذات عيوب قرنية على سقالة غشاء سلوي بشري، يمكن لهذه الخلايا الجذعية إعادة تشكيل التشكل الطبيعي لظهارة القرنية المشابهة لسطح القرنية الطبيعي. تضمنت الخلايا الجذعية خلية جذعية ظهارية الميوسين. لم تظهر مثل هذه النتائج عند استخدام الغشاء الأمنيوسي البشري دون أن تشير الخلايا إلى القيمة العلاجية لبطانة الحبل.